# Bag (Bośnia i Hercegowina)
Bag – wieś w Bośni i Hercegowinie, w Federacji Bośni i Hercegowiny, w kantonie uńsko-sańskim, w gminie Bužim. W 2013 roku liczyła 571 mieszkańców, z czego większość stanowili Boszniacy.